# ليروي جونسون
ليروي جونسون (بالإنجليزية: Leroy Johnson)‏ هو سياسي أمريكي، ولد في 28 يوليو 1928 بأتلانتا في الولايات المتحدة.